# Александрово-Ростовка
Алекса́ндрово-Росто́вка — село Куракинского сельсовета Сердобского района Пензенской области.

## География
Село расположено на северо-западе Сердобского района, на левом берегу реки Сердобы (притоке Хопра). Расстояние до центра сельсовета села Куракино — 1 км, районного центра город Сердобск — 10 км.

## История
По исследованиям историка — краеведа Полубоярова М. С., село основано князем Александром Борисовичем Куракиным между 1721 и 1736 годами. В 1747 году — деревня Александровка Завального стана Пензенского уезда, крестьяне из Ростовского уезда, Засурского стана и других мест.
В 1795 году — село Александровка «бриллиантового князя» Александра Борисовича Куракина, действительного камергера и разных орденов кавалера. В 1810 году на средства А. Б. Куракина построена Борисоглебская церковь. Название Ростовка по одной версии происходит по названию уезда, откуда переселили крестьян, — Ростовскому. По другой версии — в честь архиепископа Ростовского Самуила, которого почитала А. И. Куракина-Панина (1711—1786), жена князя А. Б. Куракина. С 1877 года — в Куракинской волости Сердобского уезда, в селе имелись церковь, часовня, земская школа. В
1911 году в селе — церковь, церковно-приходская школа, земское двухклассное училище. В 1955 году в селе располагалась бригада колхоза «Путь Ленина».

## Численность населения
| 1747  | 1795  | 1859 | 1877 | 1886 | 1897  | 1911  |
| ----- | ----- | ---- | ---- | ---- | ----- | ----- |
| 540   | ↗622  | ↗874 | ↘790 | ↗994 | ↗1134 | ↗1362 |
| 1926  | 1928  | 1939 | 1959 | 1979 | 1989  | 1996  |
| ↗1599 | ↗1814 | ↘874 | ↘811 | ↘410 | ↘180  | ↗183  |
| 2002  | 2010  |      |      |      |       |       |
| ↘141  | ↘70   |      |      |      |       |       |

## Улицы
- Батановка;
- Луговая.

## Достопримечательности
- Борисоглебская церковь (1810 год).

## Известные земляки и персоны
- Ладыженский Владимир Николаевич (08.03.1859, дер. Александровка Сердобского уезда Саратовской губернии, ныне с. Александрово-Ростовка Сердобского района Пензенской области — 19.01.1932, Ницца, Франция) — поэт, писатель, земский культурный деятель.[7].